# Peter Pan : La Légende du Pays Imaginaire
Peter Pan : La Légende du Pays Imaginaire (Peter Pan: The Legend of Never Land) est un jeu vidéo de plates-formes développé par Disney Interactive Studios et édité par SCEE, sorti en 2005 sur PlayStation 2.

## Accueil
- Jeux vidéo Magazine : 9/20[1]